# Misa del orfanato (Mozart)
La Missa Solemnis en do menor, K. 139/47a, también conocida como Waisenhausmesse o misa del orfanato es una misa compuesta por Wolfgang Amadeus Mozart para la consagración de la iglesia del orfanato de Viena, el 7 de diciembre de 1768. El estreno de la obra se produjo en el trascurso de una misa solemne celebrada en la antedicha iglesia, que fue la primera celebrada en ese templo. La obra se clasificaría como una missa solemnis, debido a la orquestación empleada por Mozart; por otra parte, debido a la solemne ocasión a que iba destinada la obra, Mozart no solo puso música a las secciones del ordinario de la misa, sino también a una sección del propio: el ofertorio Benedictus sit Deus.

## Instrumentación
Mozart utilizó en esta obra la forma de la misa cantata: así, la obra se divide en arias, duetos y coros. Las secciones Cum sancto spiritu del Gloria y Et vitam venturi saeculi del Credo están escritas en forma de fuga.
Por otra parte, casi todas las secciones lentas de la misa están compuestas en modo menor: el inicio del Kyrie (Adagio), el Qui tollis del Gloria, el Et incarnatus est, el Crucifixus y el comienzo del Agnus Dei se caracterizan por sus tempi lentos, acordes con su significado litúrgico. El resto de las secciones de la misa hacen uso de medios expresivos muy próximos a los que se usaban en la ópera de la época.